# Jean Duvivier
Pour les articles homonymes, voir Duvivier.
Jean Duvivier est un facteur d'orgues français, ayant exercé son art en Provence et Languedoc à la fin du XVIe siècle.
Originaire de Langres, émule de Pierre Marchand sans atteindre la renommée de celui-ci, il œuvra à Béziers, Pertuis, Pernes-les-Fontaines, Valréas et Vaison-la-Romaine, de 1596 à 1601.
Il ne reste aucun témoin objectif de ses instruments, connus uniquement par des documents d'archives.

## Source
- Norbert Dufourcq, Le Livre de l'orgue français, tome III, La Facture, volume 2, Picard, 1975, page 108.